# リアリー・オムレット・パズル
リアリー・オムレット・パズル (Really? Omelet Puzzle) はセガ・アミューズメントテーマパークジョイポリスのキャンペーンガールとして1999年に結成された女性アイドルグループ。サンミュージックブレーン所属。ユニット名はインターネットで公募した中から決定。略称は「オムパズ」。

## メンバー
- 小野真弓（おの まゆみ、1981年3月12日 - ）
- 井村有希（いむら ゆき、1981年2月16日 - ）
- 猪浦里沙（いのうら りさ、1982年3月25日 - ）

## ディスコグラフィー

### シングル
- Over Night （1999年12月23日） - 規格品番:ABDS-12